# 五屯語
五屯語（ごとんご）は青海省東部、黄南チベット族自治州同仁市隆務公社五屯下庄大隊、五屯上庄大隊及び江査麻大隊で使用される特殊言語。形容詞が名詞の後ろに置かれる、状語が述語の前面に置かれる、名詞に格変化が存在するなどの特徴がある。